# Skytte vid olympiska sommarspelen 1952
De olympiska tävlingarna i skytte 1952 avgjordes mellan den 25 och 29 juli i Helsingfors. 218 deltagare från 41 länder tävlade i sju grenar.
De flesta tävlingarna hölls på Finlands försvarsmakts skjutbanor i Malm i nordöstra Helsingfors. Undantaget var lerduveskyttet som hölls på en skjutbana ägd av Finlands jägarförbund i Hoplax, 8 kilometer väster om Malm.

## Medaljörer
| Gren                                        | Guld                            | Silver                       | Brons                          |
| Snabbpistol Detaljer...                     | Károly Takács Ungern            | Szilárd Kun Ungern           | Gheorghe Lichiardopol Rumänien |
| Fripistol Detaljer...                       | Huelet Benner USA               | Ángel León Spanien           | Ambrus Balogh Ungern           |
| 300 meter gevär, tre positioner Detaljer... | Anatolij Bogdanov Sovjetunionen | Robert Bürchler Schweiz      | Lev Weinstein Sovjetunionen    |
| 50 meter gevär, tre positioner Detaljer...  | Erling Kongshaug Norge          | Vilho Ylönen Finland         | Boris Andrejev Sovjetunionen   |
| 50 meter gevär, liggande Detaljer...        | Iosif Sîrbu Rumänien            | Boris Andrejev Sovjetunionen | Arthur Jackson USA             |
| Hjortskytte Detaljer...                     | John Larsen Norge               | Olof Sköldberg Sverige       | Tauno Mäki Finland             |
| Trap Detaljer...                            | George Genereux Kanada          | Knut Holmqvist Sverige       | Hans Liljedahl Sverige         |

## Medaljtabell
| Pl.    | Nation        | Guld | Silver | Brons | Totalt |
| ------ | ------------- | ---- | ------ | ----- | ------ |
| 1      | Norge         | 2    | 0      | 0     | 2      |
| 2      | Sovjetunionen | 1    | 1      | 2     | 4      |
| 3      | Ungern        | 1    | 1      | 1     | 3      |
| 4      | Rumänien      | 1    | 0      | 1     | 2      |
| 4      | USA           | 1    | 0      | 1     | 2      |
| 6      | Kanada        | 1    | 0      | 0     | 1      |
| 7      | Sverige       | 0    | 2      | 1     | 3      |
| 8      | Finland       | 0    | 1      | 1     | 2      |
| 9      | Spanien       | 0    | 0      | 1     | 1      |
| 9      | Schweiz       | 0    | 0      | 1     | 1      |
| Totalt | Totalt        | 7    | 7      | 7     | 21     |